# Pedro Martínez Cartón
Pedro Martínez Cartón (Los Barrios, província de Cadis 21 de juny de 1905 - Mèxic, 27 de desembre 1977), fou un tipògraf, líder sindical i polític andalús diputat de la Fracció política comunista, membre del Congrés dels Diputats por la província de Badajoz durant l'última legislatura de la Segona República Espanyola.
Durant la Guerra Civil espanyola va tenir un destacat paper com a militar, assolint la graduació de Tinent Coronel de l'Exèrcit Popular de la República.

## Biografia

### Els inicis
La seva família es trasllada a Madrid, on transcorrerà la seva infància. Va treballar de cambrer al Cafè Jorge Juan, lloc freqüent de tertúlia dels escriptors de la Generació del 98; Més tard es convertiria en vicepresident de la Federació Gràfica de la Unió General de Treballadors (UGT), de tendència socialista, encara que posteriorment s'integrà en el PCE.
A les eleccions de 1936 va ser escollit diputat per la circumscripció de Badajoz amb 167.372 vots de 309.703 emesos, en un cens electoral de 409.878 electors, sent l'onzè candidat més votat de la seva circumscripció on va resultar vencedor José Aliseda Olivares.

### Guerra Civil i exili
Després del fracàs del Cop d'estat del 18 de juliol de 1936 organitza les milícies d'Extremadura i participa activament en la lluita pel control de les unitats que s'anaven formant, reflectides en les tensions existents d'una rereguarda, on la voluntat del Partit Comunista per aconseguir el domini donen lloc a episodis com l'ocorregut a Cabeza del Buey els últims dies de novembre de 1936.
| «                                        | "...al poble de Cabeza del Buey van ser assassinats amb traïdoria cinc camarades de net historial dins de la CNT i dos camarades de la mateixa condició moral de la UGT; a més, altres sis companys de menor activitat en la lluita sindical..." | » |
| — Tierra y Libertad, portaveu de la FAI. | |   |

La 16a Brigada Mixta, el reclutament de la qual origina els fets de Cabeza del Buey es va formar a la fi de 1936 a Ciudad Real recaient el comandament en el major de milícies Martínez Cartón. però el seu comissari era Eugenio Castro Sánchez, procedent de la UGT però afí al Partit Comunista.
Al començament de 1937 la brigada participa en el Setge del Santuari de la Mare de Déu de la Cabeza, on després d'un llarg setge va aconseguir posar fi a la resistència d'un grup de Guàrdies civils revoltats. Pel maig de 1937 ja ostentava el grau de Tinent Coronel de l'Exèrcit republicà. Després d'aquest èxit, Martínez Cartón es fa càrrec de la 64a Divisió del XIX Cos d'Exèrcit, que sota el seu comandament participà activament en la batalla de Terol. El març de 1939 s'oposà militarment a l'establiment del Consell Nacional de Defensa, organisme que assumí el paper de govern provisional en el qual quedava de la República Espanyola després del cop militar del coronel Casado contra el Govern de Juan Negrín. La resistència de Martínez Cartón i els seus homes a Ciudad Real fou aixafada per l'Exèrcit d'Extremadura comandat pel General Escobar. Fracassada la seva resistència al cop d'Estat, amrxà a la Unió Soviètica.